# 戸田市農業協同組合
戸田市農業協同組合（とだしのうぎょうきょうどうくみあい、通称:JA戸田市）は、かつて存在した埼玉県戸田市に本店を置く農業協同組合。

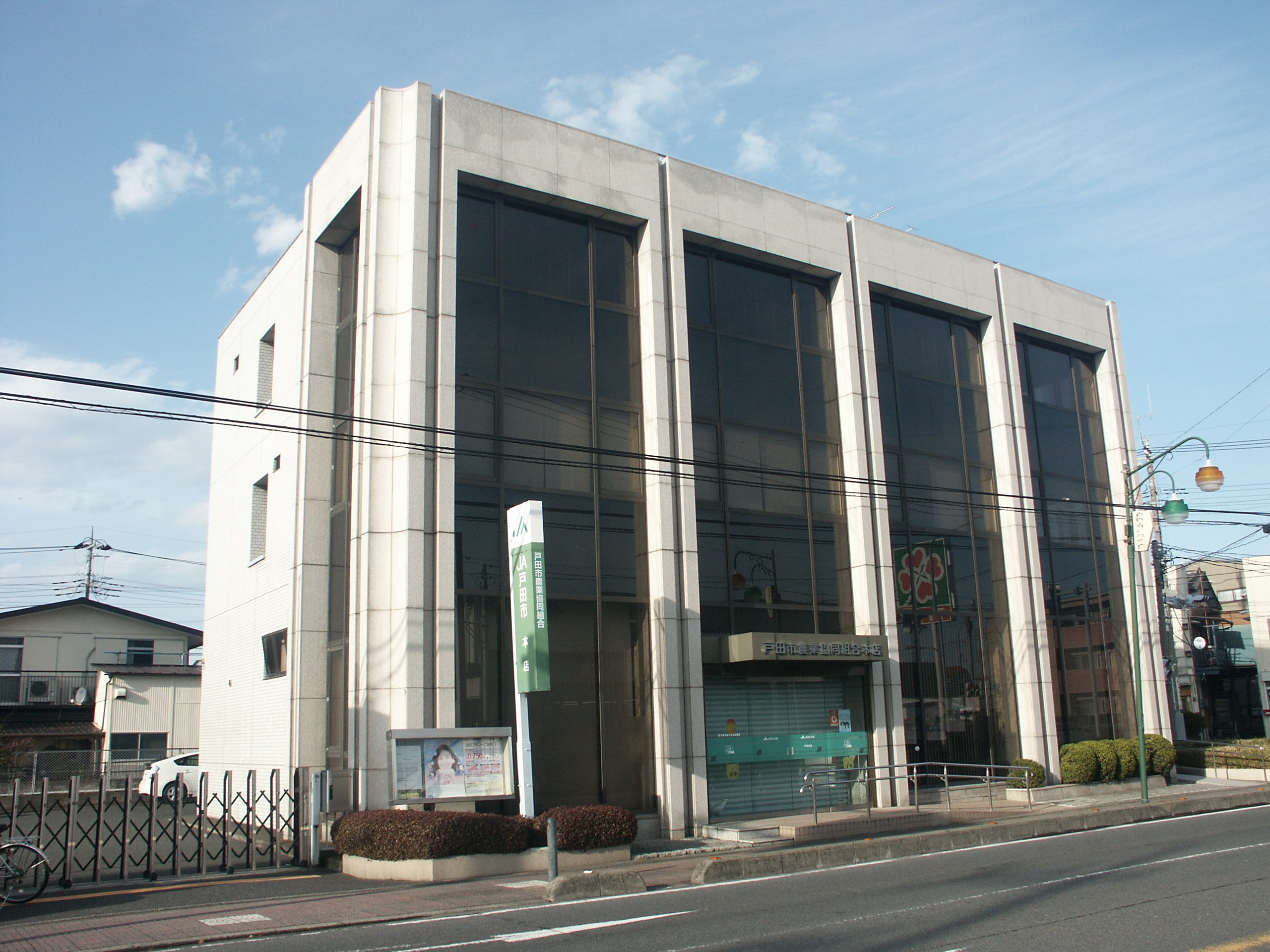
戸田市農業協同組合本店

## 概要
- 1965年（昭和40年）7月26日、「戸田市農業協同組合」が発足する。
- 2014年（平成26年）11月27日 - 北足立郡市地区JA合併協議会の設立総会を浦和ロイヤルパインズホテルで開催。
- 2016年（平成28年）4月1日 - さいたま、戸田市、川口市、あゆみ野、鴻巣市、あだち野の6JAが合併し、さいたま市に本部を置く新生「さいたま農業協同組合」が発足。JA戸田市は消滅。
- 存続していた当時の管轄は、戸田市、蕨市。

## 支店
- 本支店（JAさいたま合併後は戸田支店）
- 東支店（合併後は戸田公園支店）
- 西支店（合併後は美笹支店）
- 蕨支店